# 짐사저이역
이 문서의 광둥어 명칭 ("짐사저이")은 위키백과 자체의 광둥어 표기법을 따른 것입니다. 따라서 통용 표기법과는 다를 수 있습니다.
짐사저이 (중국어 정체자: 尖沙咀, 광둥어 예일: Jīmsājéui) 또는 침사추이 (Tsim Sha Tsui) 역은 짐사저이에 위치한 홍콩 지하철 췬완 선의 역이다. 1979년에 개업하였으며 원래는 군통 선에 속했다.
2004년에 개업한 서철선의 짐둥 역이 이 역과 지하보도로 연결되어 있다. 두 역은 췬완선과 서철선의 환승통로로 기능한다.

## 역사
1970년대 말에 들어서 네이선 로 지하에 지어지기 시작한 역이다. 지금의 A1 출입구 자리는 원래 가우룽 공원의 차량진입로였으나 역 건설 이후로는 하이퐁 로 부근으로 이전하였다. 수년간의 공사 끝에 1979년 12월 16일 문을 열었으며 1980년 2월 12일에는 빅토리아 항을 건너 남쪽 방면으로 노선이 연장됐다. 췬완 구간이 연장되기 전까지는 하나의 지하철 노선이 중완에서 군통까지만 운행했다 (지금으로 치면 짐사저이-췬완 사이를 운행하는 상행열차). 1986년에는 역 대합실이 새롭게 탈바꿈했다. 이 시기 짐사저이 역은 1987년 영화 <부귀핍인>에서 무대로 등장하였으며, 1994년 영화 <중경삼림>에서도 왕가위가 서있던 곳으로 잠시 등장하였다.
2004년 10월 서철선의 짐둥 역이 개업할 것에 대비해 2002년부터 2005년까지 해당 역과 본 역을 잇는 새로운 지하보도 설치공사를 진행하였다. 입찰계약은 일본회사 구마가이구미에게 돌아갔다. 이 당시 공사로 대합실 구조변경과 그밖에 자잘한 공사들도 함께 진행하였다.
2013년 12월에는 D출입구 재설계 공사작업이 시작됐다. 이곳에 새로운 보도를 설치해 K11 쇼핑센터와 연결되도록 한다는 방침이었다. 2014년부터는 A1출입구 재공사를 통해 엘리베이터를 새로 설치하고 접근 공간을 확장시켰다. 공사기간에는 임시 출구가 기능을 대신 맡았으며, 2016년 5월 7일에 다시 출입구가 개통됐다. 공사 결과 기존의 오래된 콘크리트 구조를 '크리스탈큐브' 디자인으로 대체하고, 엘레베이터와 양쪽 에스컬레이터, 계단 등이 설치됐다.
2017년 2월 10일, 췬완행 열차 내에서 방화가 일어나 19명이 부상을 입었다. 화재 이후 소화를 위해 짐사저이 역까지 곧바로 운행하였으며, 사고 직후 짐사저이 역은 폐쇄됐으며 다음날 아침에 운영을 재개했다.

## 역 구조

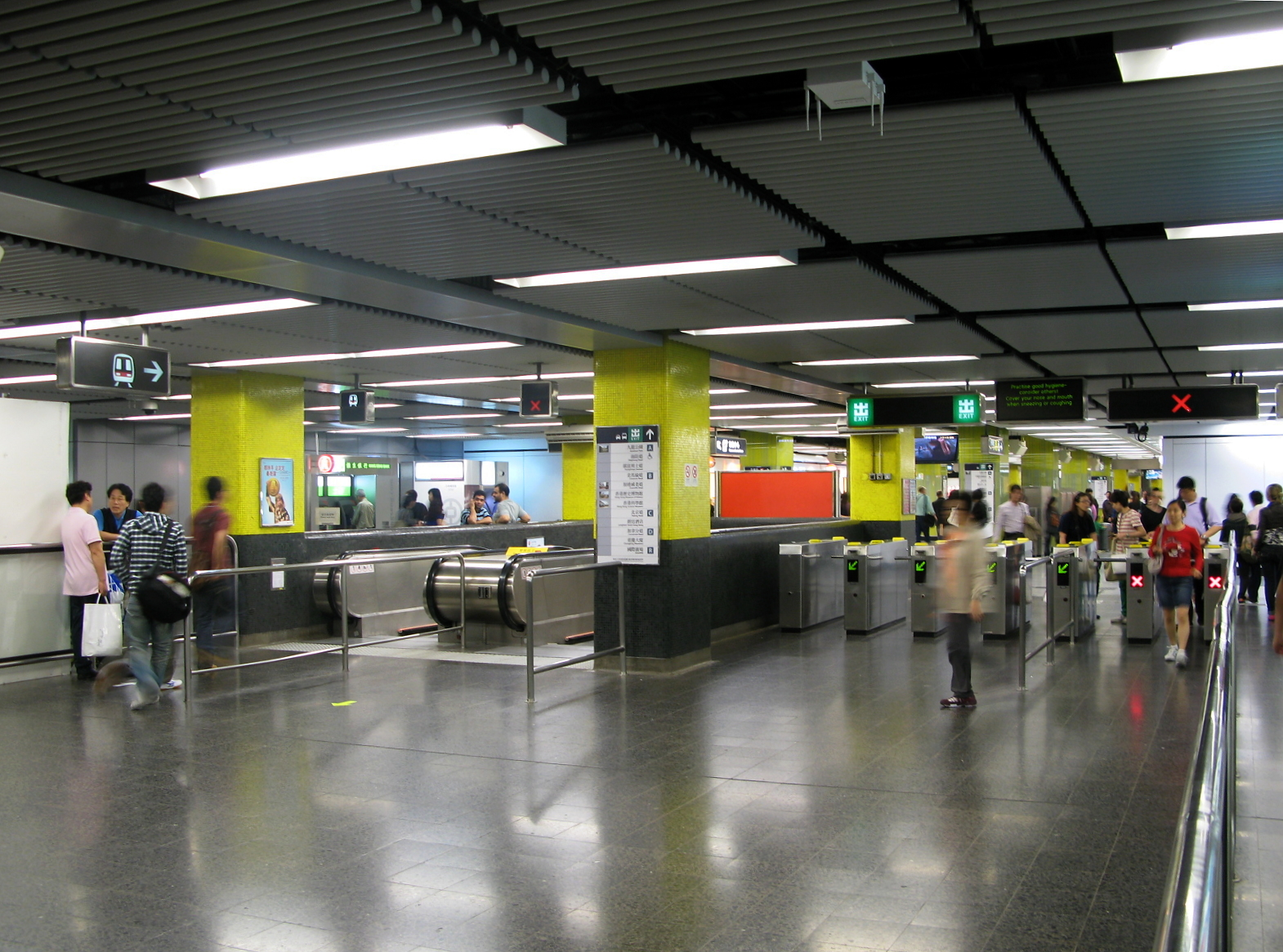
짐사저이 역 대합실

1번과 2번 출입구가 하나의 섬식 승강장을 공유한 형태다. 전용 보도를 타고 가거나 대합실에서 F나 G출입구로 나가서 미들 로나 모디 로를 따라 가면 서철선 짐둥 역으로 환승할 수 있다.
| G  | 지상        | 출입구                                                |
| L1 | 대합실      | 고객서비스 센터, 상점, 자판기, ATM기, 옥토퍼스 홍보기 |
| L1 | 보도        | 짐둥 역 ( 서철선) 방면 보도                           |
| L2 | 승강장 1    | → 췬완선 췬완 방면 →                                  |
| L2 | 섬식 승강장 |                                                       |
| L2 | 승강장 2    | ← 췬완선 중완 방면                                    |

짐사저이 역과 짐둥 역은 서로 연결되어 있지만 두 역의 운임은 별개로 운영된다. 췬완선에서 서철선으로 환승하려는데 갖고있는 승차권이 1회용일 경우, 짐사저이 역에서 문을 열고 나왔다면 그 승차권은 이미 쓴 것이기 때문에 남은요금 환급 없이 짐둥 역에서 또다른 승차권을 구입해야 한다. 하지만 옥토퍼스 카드 등의 정기승차권이 있다면 짐사저이 역과 짐둥 역을 환승하는 과정에서 알아서 요금이 나가기 때문에 별도의 추가 구입 없이 3분 안에 갈아탈 수 있다.

## 출입구
짐사저이 역은 모디 로와 미들로드 서브웨이로 짐둥 역과 연결되어 있다.

### 짐사저이 역
- A1: 가우룽 공원
- A2: 험프리스 거리
- B1: 네이선 로
- B2: 캐머런 로
- C1: 네이선 로
- C2: 페킹 로
- D1: (임시 폐쇄)
- D2: 카나본 로
- D3: (K11 출입구로 공사중)
- E: 가우룽 호텔
- H: iSQUARE
- R: iSQUARE[8]

### 짐둥 역
- J: 스타의 거리
- K: 미들 로
- L1: 헤르메스 하우스
- L3: 페닌슐라 호텔
- L4: 가우룽 호텔
- L5: 페킹 로
- L6: 솔즈브리 로
- N1: 모디 로
- N2: 하노이 로
- N3: K11 아트몰
- N4: K11 아트몰
- N5: 네이선 로
- P1: 윙온 플라자
- P2: 짐사저이둥
- P3: 채텀 로 남단[8]